# 新アジア仏教史
新アジア仏教史（しんアジアぶっきょうし）は、2010年から2011年にかけて刊行された、佼成出版社の仏教史叢書。
全15巻から成り、大まかには伝播の地域順・時系列順になっている。編集委員は奈良康明、下田正弘、石井公成、沖本克己、末木文美士など。

## 構成
- 新アジア仏教史1 インドⅠ 仏教出現の背景
- 新アジア仏教史2 インドⅡ 仏教の形成と展開
- 新アジア仏教史3 インドⅢ 仏典から見た仏教世界
- 新アジア仏教史4 スリランカ・東南アジア 静と動の仏教
- 新アジア仏教史5 中央アジア 文明・文化の交差点
- 新アジア仏教史6 中国Ⅰ 南北朝 仏教の東伝と受容
- 新アジア仏教史7 中国Ⅱ 隋唐 興隆・発展する仏教
- 新アジア仏教史8 中国Ⅲ 宋元明清 中国文化としての仏教
- 新アジア仏教史9 チベット 須弥山の仏教世界
- 新アジア仏教史10 朝鮮半島・ベトナム 漢字文化圏への広がり
- 新アジア仏教史11 日本Ⅰ 日本仏教の礎
- 新アジア仏教史12 日本Ⅱ 躍動する中世仏教
- 新アジア仏教史13 日本Ⅲ 民衆仏教の定着
- 新アジア仏教史14 日本Ⅳ 近代国家と仏教
- 新アジア仏教史15 日本Ⅴ 現代仏教の可能性